# Sarkidiornis
Sarkidiornis ist eine Gattung der Familie der Entenvögel mit zwei Arten.
Die Gruppierung in die Tribus Plectropterini, in die die Gattung Sarkidiornis gemeinsam mit der Sporngans gestellt ist, erfolgte aufgrund von Gemeinsamkeiten im Verhalten. Zudem gibt es bei beiden erhebliche Größenunterschiede zwischen den Geschlechtern.

## Erscheinungsbild

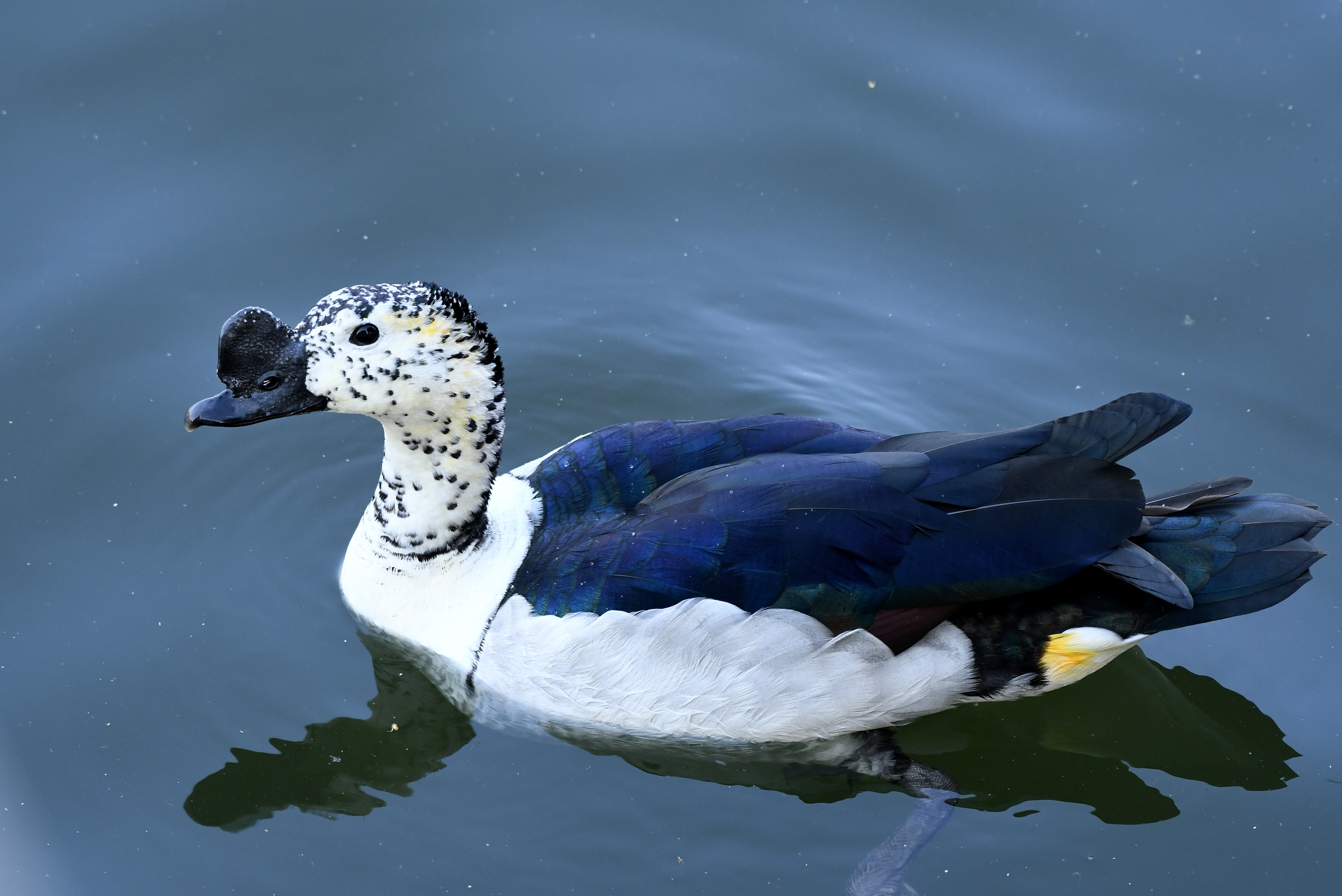
Männliche Glanzente

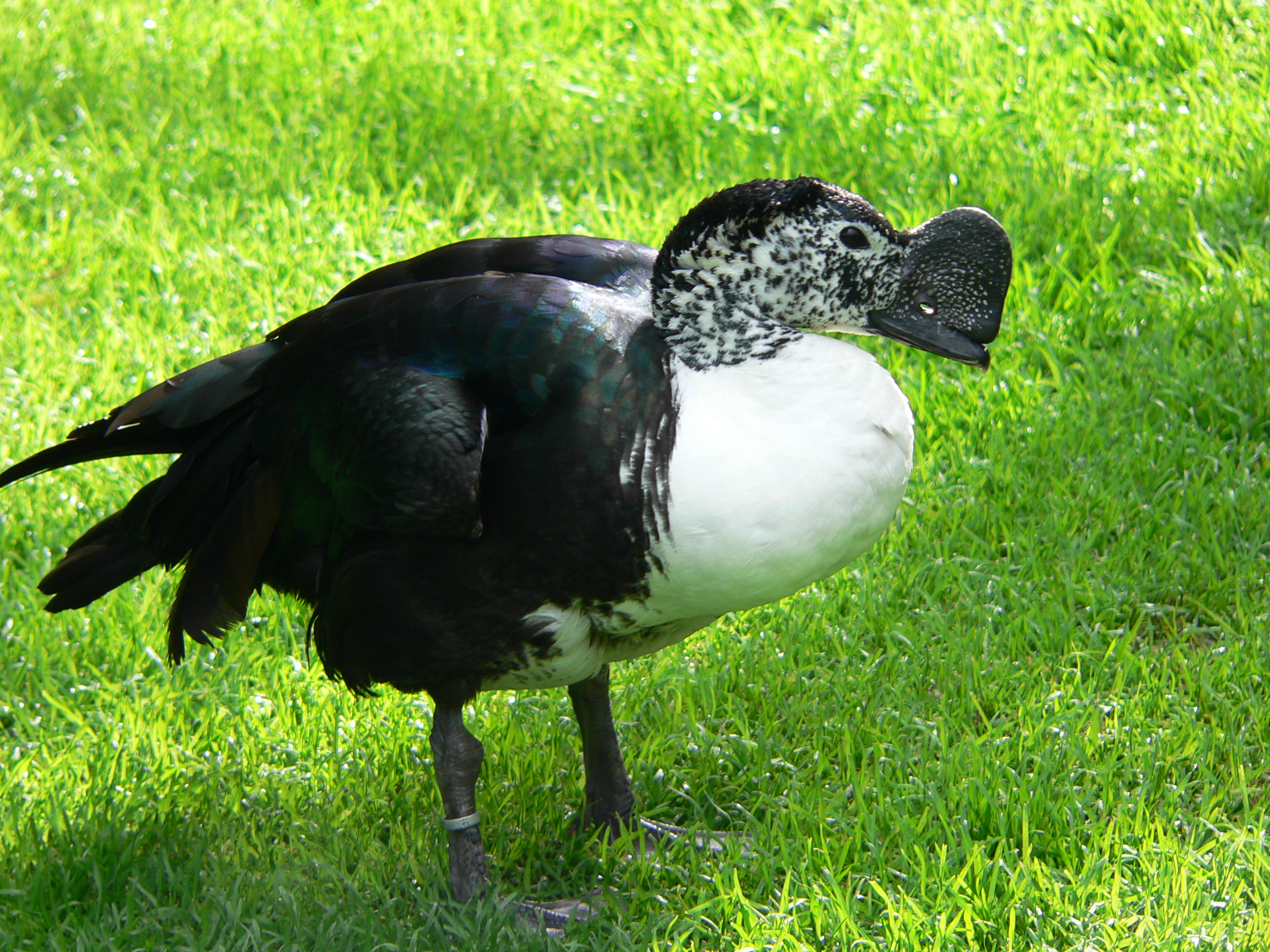
Männliche Höckerschnabelente

Sarkidiornis-Arten haben am Hals sowie an der Brust ein weißes Gefieder. Die Körperoberseite ist glänzend blauschwarz. Am schwarzweiß gesprenkelten Kopf tragen die Männchen außerdem einen auffallenden Schnabelhöcker, der sich bei fortpflanzungsinaktiven Tieren jedoch wieder zurückbildet. Die Flanken beim Männchen sind in Abhängigkeit von der Unterart grau beziehungsweise schwarz gefiedert.
Das Dunenkleid der Küken ist an der Oberseite olivgrün, während es an Gesicht, Brust und Unterseite gelb ist.

## Arten
Es werden zwei Arten unterschieden:

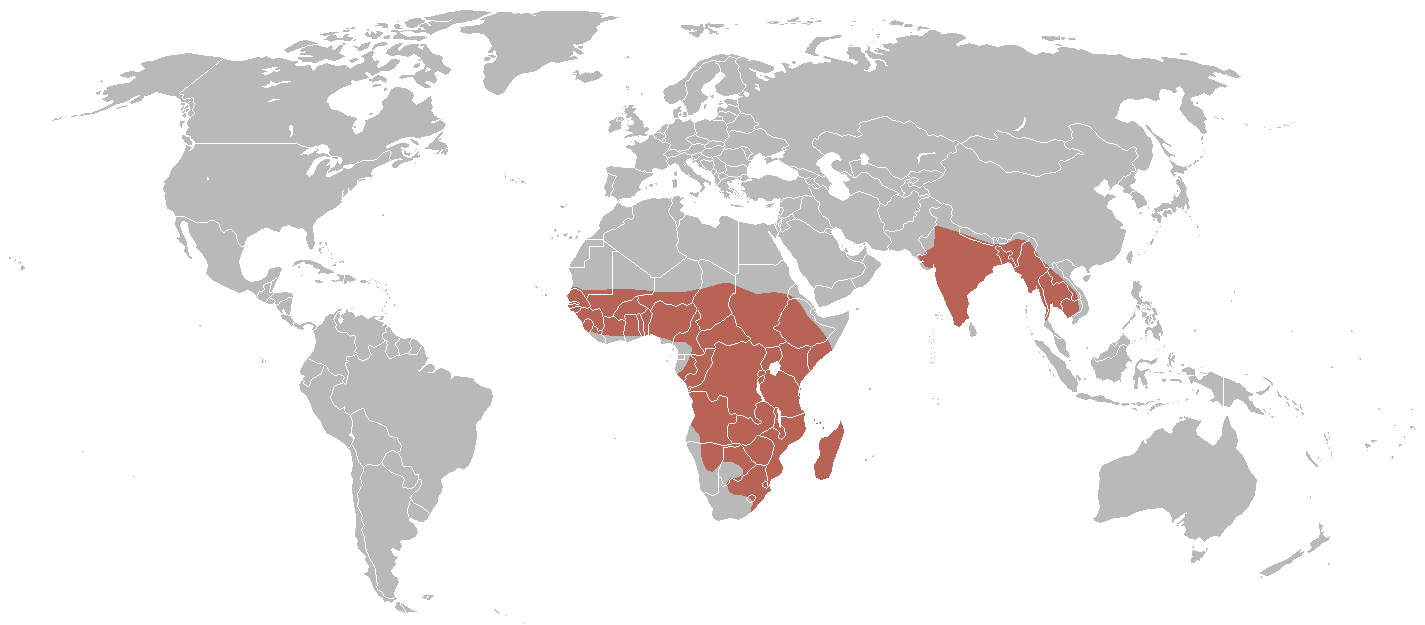
Verbreitungskarte der Glanzente

Verbreitungskarte der Höckerschnabelente

- die Glanzente (S. melanotos), Afrika und Südasien,[1] Männchen hat blau glänzende Flanken
- die Höckerschnabelente (S. sylvicola), Südamerika,[2] Männchen hat tiefschwarze Flanken

Eine eindeutige Zuordnung der Weibchen auf diese Arten ist im Gegensatz zu den Männchen nicht möglich. Die Weibchen beider Arten sehen identisch aus. In der Ziergeflügelhaltung sind die beiden Arten meist vermischt, da beide Arten importiert wurden.

## Vorkommen, Lebensraum und Bestand
Sarkidiornis-Arten gehören nicht zu den gefährdeten Vogelarten. Die Glanzente kommt in Afrika sowie dem südöstlichen Asien vor. Am häufigsten ist sie im Delta der Flüsse Senegal und Niger zu finden. Dort lassen sich außerhalb der Brutzeit bis zu 40.000 Tiere dieser Art beobachten. Ihr Lebensraum in Afrika sind Sumpf- und Flussniederungen sowie Überschwemmungsflächen. Sie sind häufig in Gemeinschaft mit Sporengänsen, Pfeifgänsen und Nilgänsen zu beobachten. In Asien sind sie außerdem häufig auf Reisfeldern zu finden. 
Seltener ist die Höckerschnabelente, die in Südamerika beheimatet ist. In einzelnen Regionen Venezuelas und Argentiniens wird sie stark bejagt, wodurch ihre Bestände zurückgehen.

## Nahrung
Sarkidiornis-Arten ernähren sich überwiegend von Sumpf- und Wasserpflanzen. Auf Reisfeldern können sie großen Wildschaden anrichten und werden auch aus diesem Grund häufig bejagt. 

## Fortpflanzung
Sarkidiornis-Arten gehören zu den polygam lebenden Entenvögel. In der Regel gehören zu einem Ganter drei bis vier Weibchen. Sie zeigen ein ausgeprägtes Balzritual, an denen auch die Weibchen stark beteiligt sind. Sie umlaufen dabei häufig kreisförmig den Erpel, der darauf in der Regel mit tiefen Verbeugungen von Kopf und Hals reagiert. 
Die Nester werden in Gewässernähe im Gebüsch oder in der Sumpfvegetation errichtet. Sarkidiornis-Arten nutzen jedoch auch Baumhöhlen, und bis zu drei Weibchen legen die Eier in ein Nest. Die Eier werden nur durch die Weibchen bebrütet, wobei ein einzelner Vogel 8 bis 12 glänzend cremeweiße Eier legen kann. Nach 30 Tagen Brutdauer schlüpfen die Küken.

## Haltung in Europa
Sarkidiornis-Arten werden nicht sehr häufig in Zoos gezeigt oder von Privatpersonen als Wasserziergeflügel gehalten, da sie als temperaturempfindlich gelten. Die Nominatform wurde erstmals 1931 in England gezüchtet. Die Höckerschnabelente wurde in Frankreich ebenfalls in den 1930er Jahren gehalten.